# Celldömölk vasútállomás
Celldömölk vasútállomás egy Vas vármegyei vasútállomás Celldömölk településen, a MÁV üzemeltetésében.
A belváros északkeleti részén helyezkedik el, közvetlen közúti elérését a 834-es főút és 8429-es út között húzódó 84 315-ös számú mellékút (települési nevén Kossuth Lajos utca / Wesselényi utca) biztosítja. Helyközi buszjáratok is érintik.

## Vasútvonalak
Az állomást az alábbi vasútvonalak érintik:
- Győr–Celldömölk-vasútvonal
- Székesfehérvár–Szombathely-vasútvonal

## Kapcsolódó állomások
A vasútállomáshoz az alábbi állomások vannak a legközelebb:
- Külsővat megállóhely (Győr vasútállomás, Győr–Celldömölk-vasútvonal)
- Kemenesmihályfa megállóhely (Szombathely vasútállomás, Székesfehérvár–Szombathely-vasútvonal)
- Nemeskocs megállóhely (Székesfehérvár vasútállomás, Székesfehérvár–Szombathely-vasútvonal)

## Forgalom
| Járat                | Útvonal | Gyakoriság                            |
| -------------------- | --- | ------------------------------------- |
| személyvonat         | Budapest-Déli – Budapest-Kelenföld (← Gárdony) – Székesfehérvár – Várpalota – Pétfürdő – Öskü – Hajmáskér – Veszprém – Ajka (← Ajka-Gyártelep ← Devecser ← Somlóvásárhely ← Tüskevár ← Karakószörcsök ← Kerta ← Boba ← Nemeskocs ← Celldömölk) | Napi 1 Budapest felé                  |
| személyvonat         | Zalaegerszeg – Zalaszentiván – Kemendollár – Pókaszepetk – Pakod – Zalabér-Batyk – Türje – Dabronc – Ukk – Rigács – Nemeskeresztúr – Jánosháza – Kemenespálfa – Boba – Nemeskocs – Celldömölk (napi 1 tovább Szombathely felé) | 2 óránként                            |
| személyvonat         | Veszprém – Márkó – Herend – Szentgál – Városlőd – Városlőd-Kislőd – Ajka – Ajka-Gyártelep – Devecser – Somlóvásárhely – Tüskevár – Karakószörcsök – Kerta – Boba – Nemeskocs – Celldömölk – Kemenesmihályfa – Nagysimonyi – Ostffyasszonyfa – Sárvár – Porpác – Vép – Szombathely | Napi 3-4 pár                          |
| személyvonat         | Győr – Győr-Gyárváros – Győrszabadhegy – Ménfőcsanak felső – Gyömöre-Tét – Szerecseny – Gecse-Gyarmat – Vaszar – Pápa – Mezőlak – Mihályháza – Vinár – Külsővat – Celldömölk | Kb. 2 óránként                        |
| személyvonat         | Celldömölk – Kemenesmihályfa – Nagysimonyi – Ostffyasszonyfa – Sárvár – Porpác – Vép – Szombathely | Napi 5 pár                            |
| személyvonat         | Celldömölk – Nemeskocs – Boba – Kemenespálfa – Jánosháza – Nemeskeresztúr – Rigács – Ukk – Gógánfa – Zalagyömörő – Sümeg – Sümegi Bazaltbánya (← Uzsa) – Uzsabánya alsó – Tapolca – (Raposka →) – Balatonederics – Balatongyörök – Vonyarcvashegy – Gyenesdiás – Alsógyenes – Keszthely | Napi 2 pár                            |
| Lesence sebesvonat   | Szombathely – Sárvár – Celldömölk – Ukk – Sümeg – Tapolca – Raposka – Balatonederics – Balatongyörök – Vonyarcvashegy – Gyenesdiás – (Alsógyenes →) Keszthely | Nyáron napi 1 pár                     |
| Tanúhegy sebesvonat  | Győr – Győr-Gyárváros – Győrszabadhegy – Ménfőcsanak felső – Gyömöre-Tét – Szerecseny – Gecse-Gyarmat – Vaszar – Pápa – Mezőlak – Mihályháza – Vinár – Külsővat – Celldömölk – Ukk – Sümeg – Tapolca – Raposka – Balatonederics – Balatongyörök – Vonyarcvashegy – Gyenesdiás (← Alsógyene) – Keszthely | Nyáron napi 1 pár                     |
| Rába InterRégió      | Szombathely → Sárvár → Celldömölk → Mezőlak → Pápa → Vaszar → Szerecseny → Gyömöre-Tét → Győrszabadhegy → Győr → Komárom → Tata → Tatabánya → Bicske → Budapest-Kelenföld → Ferencváros → Budapest-Keleti | Iskolaidőben vasárnap 1 Budapest felé |
| Helikon InterRégió   | Győr – Győr-Gyárváros – Győrszabadhegy – Gyömöre-Tét – Szerecseny – Vaszar – Pápa – Celldömölk – Jánosháza – Sümeg – Tapolca – Balatonederics – Balatongyörök – Vonyarcvashegy – Gyenesdiás – Keszthely – Balatonszentgyörgy – Balatonberény – Balatonmáriafürdő – Balatonfenyves alsó – Balatonfenyves – Alsóbélatelep – Bélatelep – Fonyód – Lengyeltóti – Öreglak – Somogyvár – Pamuk – Osztopán – Somogyjád – Kapostüskevár – Kaposvár (hétvégén 1-2 pár tovább: – Dombóvár alsó – Sásd – Szentlőrinc – Pécs) | 2 óránként                            |
| Kék Hullám InterCity | Budapest-Déli – Budapest-Kelenföld – Székesfehérvár – Balatonalmádi – Balatonfüred – Aszófő – Örvényes – Balatonudvari – Fövenyes – Balatonakali-Dörgicse – Zánka-Erzsébettábor – Zánka-Köveskál – Balatonszepezd – Révfülöp – Balatonrendes – Ábrahámhegy – Badacsonytomaj – Badacsony – Badacsonylábdihegy – Badacsonytördemic-Szigliget – Nemesgulács-Kisapáti – Tapolca – Boba – Celldömölk – Sárvár – Szombathely                                                                                            | Nyáron napi 1-2 pár                   |
| Bakony InterCity     | Budapest-Déli – Budapest-Kelenföld – Székesfehérvár – Várpalota – Pétfürdő – Öskü – Hajmáskér – Veszprém – Ajka – Devecser – Boba – Celldömölk – Sárvár – Szombathely | 2 óránként                            |